# 山本春樹 (外交官)
山本 春樹（やまもと はるき、1951年 - ）は、外交官、文筆家。
新潟県生まれ。本名は山上春雄。東京都立忍岡高等学校卒業。1975年亜細亜大学卒業後、在ソ連日本大使館勤務。その後外務省に入省し、1984年在レニングラード（現サンクトペテルブルク）日本総領事館、94年在ボストン日本総領事館、97年在カザフスタン日本大使館、2003年在イエメン共和国日本大使館、2005年在デンバー日本総領事館、2008年8月在アラブ首長国連邦日本大使館一等書記官。

## 著書
- 『平成の宮本武蔵二宮城光 世界に拡がる円心空手』二宮城光監修 eブックランド社 2007
- 『和食道の求道者 アメリカ中西部に生きる、ある寿司シェフの物語』文芸社 2009
- 『アラビア湾のマングローブ革命 中東石油王国UAEに出現する緑のオアシス』パレード 2010
- 『道を拓く 中東で生きる日本ビジネスマン物語』同友館 2012

## 参考
- ISBN　978-4-496-04858-6